# Vřískot
Vřískot (v anglickém originále Scream) je americká slasherová mediální franšíza, zahrnující šest celovečerních filmů, televizní seriál a merchandising. Tvůrcem původního konceptu je scenárista Kevin Williamson, který napsal scénáře k filmům Vřískot (1996), Vřískot 2 (1997) a Vřískot 4 (2011). Ke snímku Vřískot 3 (2000) napsal scénář Ehren Kruger. První čtyři celovečerní filmy režíroval režisér Wes Craven, známý svou hororovou a thrillerovou tvorbou. Roku 2022 byl do kin uveden requel Vřískot (2022) s novými hlavními postavami. Na tento film navázal o rok později snímek Vřískot 6 (2023). Za těmito filmy, navazujícími na původní sérii, stála dvojice režisérů Matt Bettinelli-Olpin a Tyler Gillett, scénáře k nim napsali James Vaderbilt a Guy Busick. Sedmý díl Scream 7 (2026) natočil Kevin Williamson podle scénáře Guye Busicka.
Protagonistkou prvních čtyř filmů je Sidney Prescottová, kterou ztvárnila Neve Campbellová. V pátém díle byly ustaveny nové hlavní postavy, sestry Sam a Tara Carpenterovy, které ztvárnily Melissa Barrera a Jenna Ortega.

## Filmy
| Český název   | Originální název | Premiéra                                      | Režie                                 | Scénář                        | Produkce                                            |
| ------------- | ---------------- | --------------------------------------------- | ------------------------------------- | ----------------------------- | --------------------------------------------------- |
| Vřískot       | Scream           | 20. prosince 1996 (USA) 3. července 1997 (ČR) | Wes Craven                            | Kevin Williamson              | Cary Woods a Cathy Konrad                           |
| Vřískot 2     | Scream 2         | 12. prosince 1997 (USA) 14. ledna 1999 (ČR)   | Wes Craven                            | Kevin Williamson              | Wes Craven, Cathy Konrad a Marianne Maddalena       |
| Vřískot 3     | Scream 3         | 4. února 2000 (USA) 2. listopadu 2000 (ČR)    | Wes Craven                            | Ehren Kruger                  | Cathy Konrad, Kevin Williamson a Marianne Maddalena |
| Vřískot 4     | Scream 4         | 15. dubna 2011 (USA) 14. dubna 2011 (ČR)      | Wes Craven                            | Kevin Williamson              | Wes Craven, Iya Labunka a Kevin Williamson          |
| Vřískot       | Scream           | 14. ledna 2022 (USA) 13. ledna 2022 (ČR)      | Matt Bettinelli-Olpin a Tyler Gillett | James Vanderbilt a Guy Busick | Paul Neinstein, William Sherak a James Vanderbilt   |
| Vřískot 6     | Scream VI        | 10. března 2023 (USA) 9. března 2023 (ČR)     | Matt Bettinelli-Olpin a Tyler Gillett | James Vanderbilt a Guy Busick | Paul Neinstein, William Sherak a James Vanderbilt   |
| bude oznámeno | Scream 7         | 27. února 2026 (USA)                          | Kevin Williamson                      | Guy Busick                    | Paul Neinstein, William Sherak a James Vanderbilt   |

## Seriál
- Scream (2015–2019)

| Řada | Díly | Premiéra v USA   | Premiéra v USA    | Stanice v USA |
| Řada | Díly | První díl        | Poslední díl      | Stanice v USA |
| ---- | ---- | ---------------- | ----------------- | ------------- |
| 1    | 10   | 30. června 2015  | 1. září 2015      | MTV           |
| 2    | 14   | 30. května 2016  | 18. října 2016    | MTV           |
| 3    | 6    | 8. července 2019 | 10. července 2019 | VH1           |

## Postavy a obsazení
| Ghostface             | Roger L. Jackson (hlas)           | Roger L. Jackson (hlas) | Roger L. Jackson (hlas)        | Roger L. Jackson (hlas)        | Roger L. Jackson (hlas)    | Roger L. Jackson (hlas)      | Mike Vaughn (hlas)  | Mike Vaughn (hlas)  | Roger L. Jackson (hlas) |  |  |  |  |  |  |  |  |
| Sidney Prescottová    | Neve Campbellová                  | Neve Campbellová        | Neve Campbellová               | Neve Campbellová               | Neve Campbellová           |                              |                     |                     |                         |  |  |  |  |  |  |  |  |
| Gale Weathersová      | Courteney Cox                     | Courteney Cox           | Courteney Cox                  | Courteney Cox                  | Courteney Cox              | Courteney Cox                |                     |                     |                         |  |  |  |  |  |  |  |  |
| Dwight „Dewey“ Riley  | David Arquette                    | David Arquette          | David Arquette                 | David Arquette                 | David Arquette             | David Arquette (fotografie)  |                     |                     |                         |  |  |  |  |  |  |  |  |
| Billy Loomis          | Skeet Ulrich                      |                         | Skeet Ulrich (archivní záběry) |                                | Skeet Ulrich (cameo)       | Skeet Ulrich (cameo)         |                     |                     |                         |  |  |  |  |  |  |  |  |
| Randy Meeks           | Jamie Kennedy                     | Jamie Kennedy           | Jamie Kennedy (videozáznam)    |                                | Jamie Kennedy (fotografie) |                              |                     |                     |                         |  |  |  |  |  |  |  |  |
| Cotton Weary          | Liev Schreiber (televizní záběry) | Liev Schreiber          | Liev Schreiber                 |                                |                            |                              |                     |                     |                         |  |  |  |  |  |  |  |  |
| Martha Meeksová       |                                   |                         | Heather Matarazzo (cameo)      |                                | Heather Matarazzo (cameo)  |                              |                     |                     |                         |  |  |  |  |  |  |  |  |
| Kirby Reedová         |                                   |                         | Hayden Panettiere              | Hayden Panettiere (fotografie) | Hayden Panettiere          |                              |                     |                     |                         |  |  |  |  |  |  |  |  |
| Judy Hicksová         |                                   |                         |                                | Marley Sheltonová              | Marley Sheltonová          |                              |                     |                     |                         |  |  |  |  |  |  |  |  |
| Sam Carpenterová      |                                   |                         |                                |                                | Melissa Barrera            | Melissa Barrera              |                     |                     |                         |  |  |  |  |  |  |  |  |
| Tara Carpenterová     |                                   |                         |                                |                                | Jenna Ortega               | Jenna Ortega                 |                     |                     |                         |  |  |  |  |  |  |  |  |
| Chad Meeks-Martin     |                                   |                         |                                |                                | Mason Gooding              | Mason Gooding                |                     |                     |                         |  |  |  |  |  |  |  |  |
| Mindy Meeks-Martinová |                                   |                         |                                |                                | Jasmin Savoy Brown         | Jasmin Savoy Brown           |                     |                     |                         |  |  |  |  |  |  |  |  |
| Richie Kirsch         |                                   |                         |                                |                                | Jack Quaid                 | Jack Quaid (archivní záběry) |                     |                     |                         |  |  |  |  |  |  |  |  |
| Maureen Prescottová   | Lynn McRee (fotografie)           | Lynn McRee (fotografie) | Lynn McRee (cameo)             |                                |                            |                              |                     |                     |                         |  |  |  |  |  |  |  |  |
| Neil Prescott         | Lawrence Hecht                    |                         | Lawrence Hecht (cameo)         |                                |                            |                              |                     |                     |                         |  |  |  |  |  |  |  |  |
| Hank Loomis           | C. W. Morgan                      |                         | C.W. Morgan (cameo)            |                                |                            |                              |                     |                     |                         |  |  |  |  |  |  |  |  |
| Emma Duval            |                                   |                         |                                |                                |                            |                              | Willa Fitzgeraldová | Willa Fitzgeraldová |                         |  |  |  |  |  |  |  |  |
| Deion Elliot          |                                   |                         |                                |                                |                            |                              |                     |                     | RJ Cyler                |  |  |  |  |  |  |  |  |

## Galerie

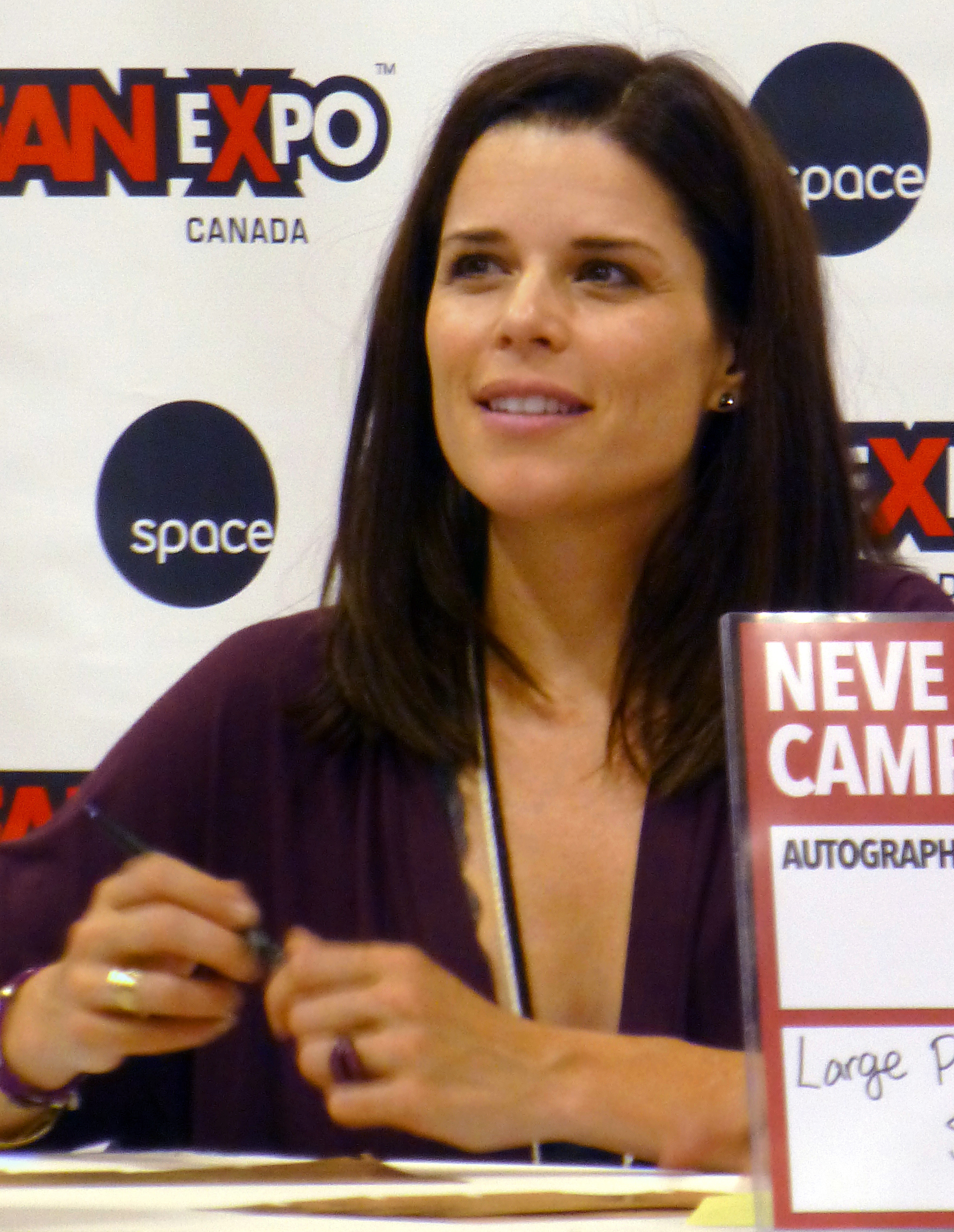
Neve Campbell, představitelka Sidney Prescottové
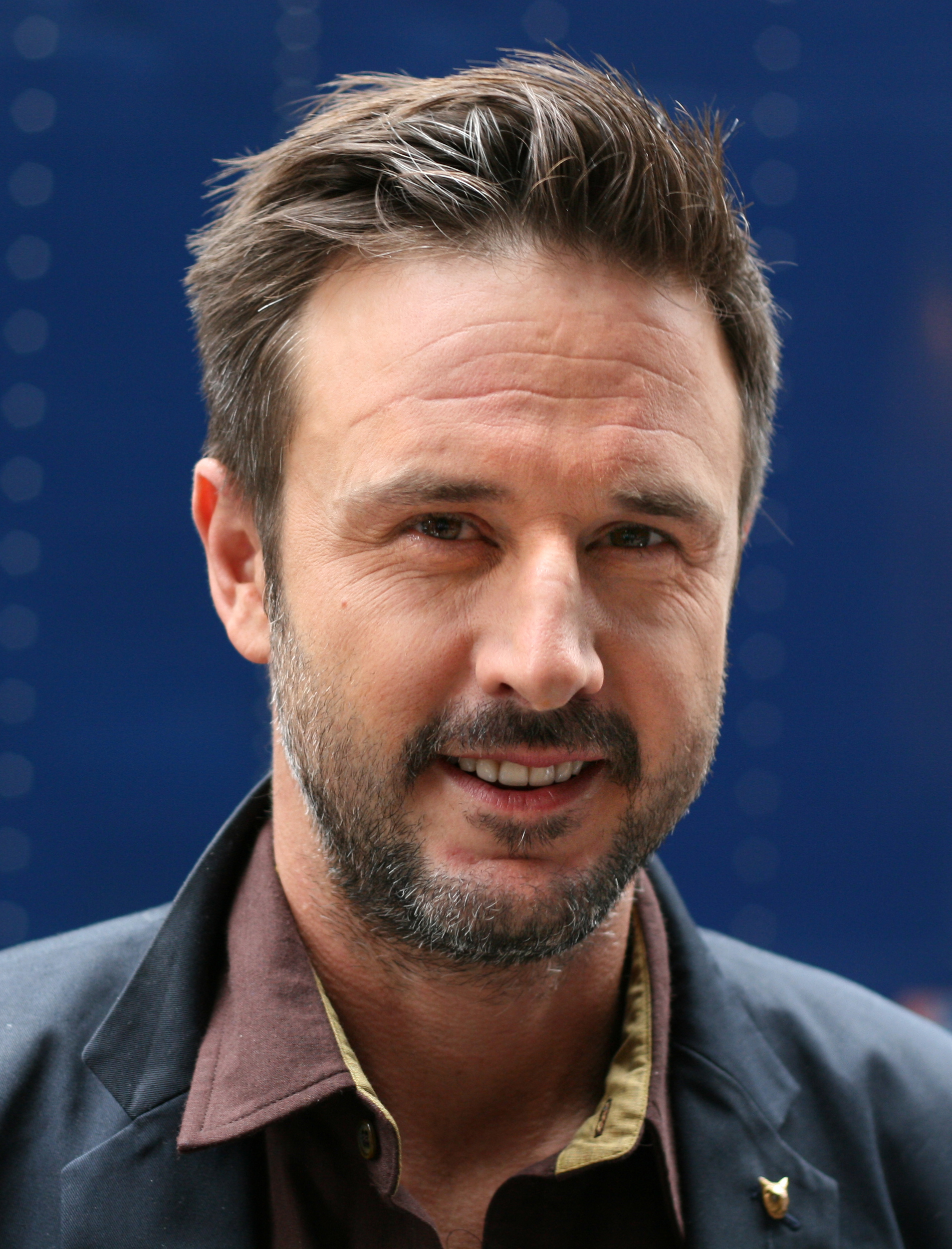
David Arquette, představitel Deweyho Rileyho
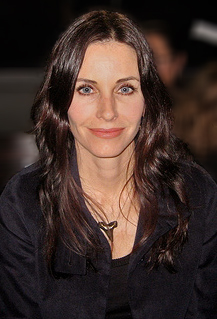
Courteney Cox, představitelka Gale Weathersové
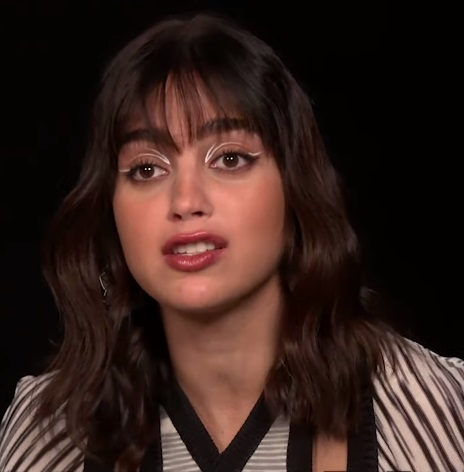
Melissa Barrera, představitelka Samanthy Carpenterové
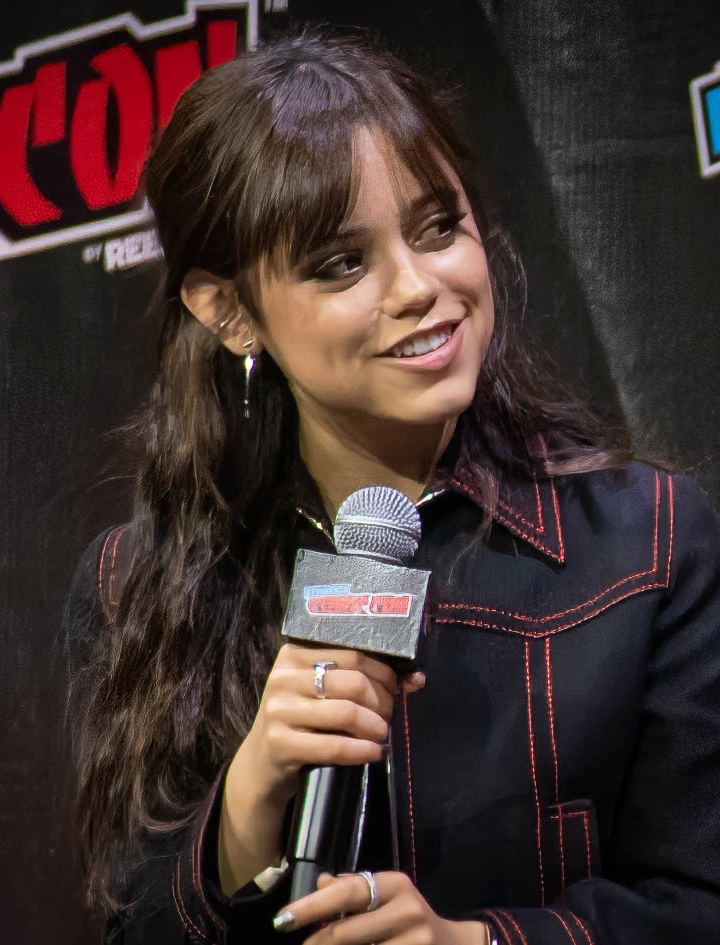
Jenna Ortega, představitelka Tary Carpenterové